# Torre del Infantado
A Torre del Infantado nevű erődtorony a spanyolországi Potes település egyik 14. századi műemléke.

## Története
A torony helyén valószínűleg korábban egy másik építmény állt, méghozzá a La Lama család tulajdonában. A ma is látható Torre del Infantado a 14. században épült, és XI. Alfonz kasztíliai király törvénytelen gyermekéé, Tellóé volt: innen származik a neve is, mivel az infantado spanyol szó eredeti jelentése „terület, amely fölött a király gyermeke rendelkezik”. Az uradalom birtoklásáért folytatott sorozatos harcok során 1444-ben leégett, de hamarosan újjáépítették. A harcok után a 16. században a Santillana családhoz került. Egy ideig itt lakott Liébana tartomány corregidorja, majd börtönné alakították, és több száz évig annak is használták. 1595 körül a belső faszerkezeteket újjá kellett építeni, mivel a korábbit a rabok részben elhordták, hogy tüzénél melegedhessenek. 1823-ban, amikor harcok dúltak VII. Ferdinánd spanyol király hívei és a konstitucionalisták között, utóbbiak csapatai ebbe a toronyba húzódtak be, de a királypártiak ostromának csak egy napig bírtak ellenállni. 1868-ban az épület Mariano Téllez-Girón y Beaufort Spontin tulajdonában állt, de ő ebben az évben eladta: ezek után cipész- és pékműhely, valamint orujolepárló is működött benne. 1922-ben hirdetés jelent meg a La Voz de Liébana című újságban, miszerint akkori tulajdonosa, Eduardo Sánchez eladásra kínálja az általa „börtöntoronynak” nevezett épületet.
1937-ben a polgárháború idején az épület megrongálódott, felújítása 10 évvel később kezdődött meg. Ennek során belsejében beton- és kőszerkezetet alakítottak ki, némelyik korábbi ablakot elfalazták, máshol újakat nyitottak, és a torony környezetét is átépítették. 1949. március 5-én a település önkormányzata költözött ide, valamint bíróság is működött benne. Végül, felújítás után különféle kiállításokat rendeztek be benne: a közönség a 2011. március 19-én lezajlott avatás óta látogathatja.

## Leírás
Az épület az észak-spanyolországi Kantábria autonóm közösség nyugati részén, Potes községben található, ott, ahol a Quiviesa nevű patak a Devába torkollik.
A négy szintes, négyzet alaprajzú erődtorony fő építőanyagul faragott kövek szolgálnak. Sarkain kis, kör keresztmetszetű bástyák állnak, tetejükön fogazott pártázattal. A bástyákat összekötő, a falak tetején húzódó, azok síkjából előreugró részt konzolok sora tartja. A déli oldalon található főbejárathoz lépcső vezet fel, a kapu fölött egy fémrácsos korláttal rendelkező erkély látható. Az épület mind a négy oldalán kis méretű, homlokköves ablakok láthatók.
A kantábriai erődöktől eltérő módon belsejében egy belső udvar található: ennek megléte egy 16. századi átalakításhoz köthető, amelynek során az itáliai várakhoz hasonló stílusban építették át a tornyot. Mára belsejét teljesen átalakították, lift is működik benne, és különböző helyiségeit üvegezett folyosókon lehet megközelíteni. A falak közt kiállításokat rendeztek be, többek között egy olyat, amely Liébanai Beatushoz köthető emlékeket mutat be.

## Képek

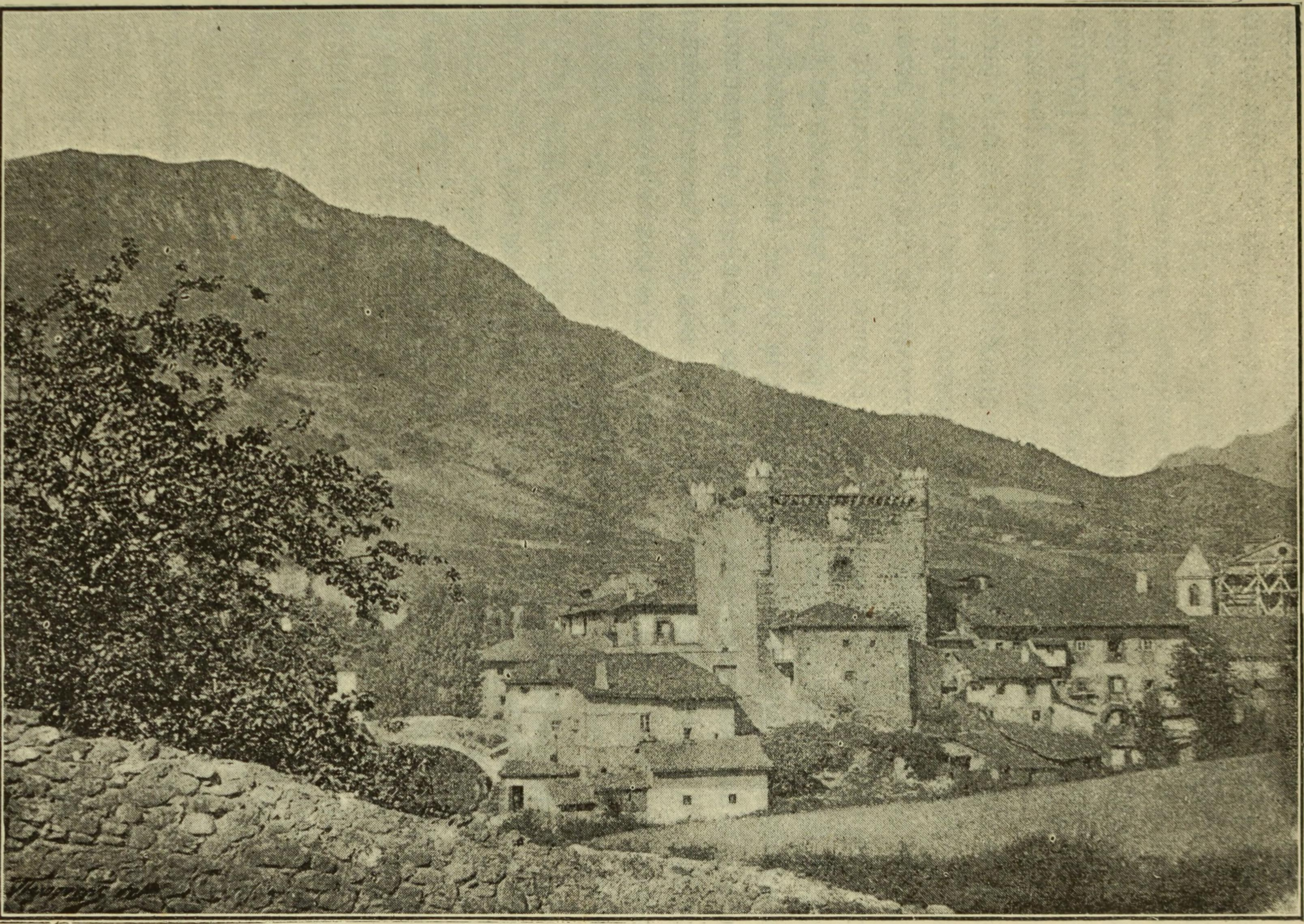
Kép egy 1884-es könyvből
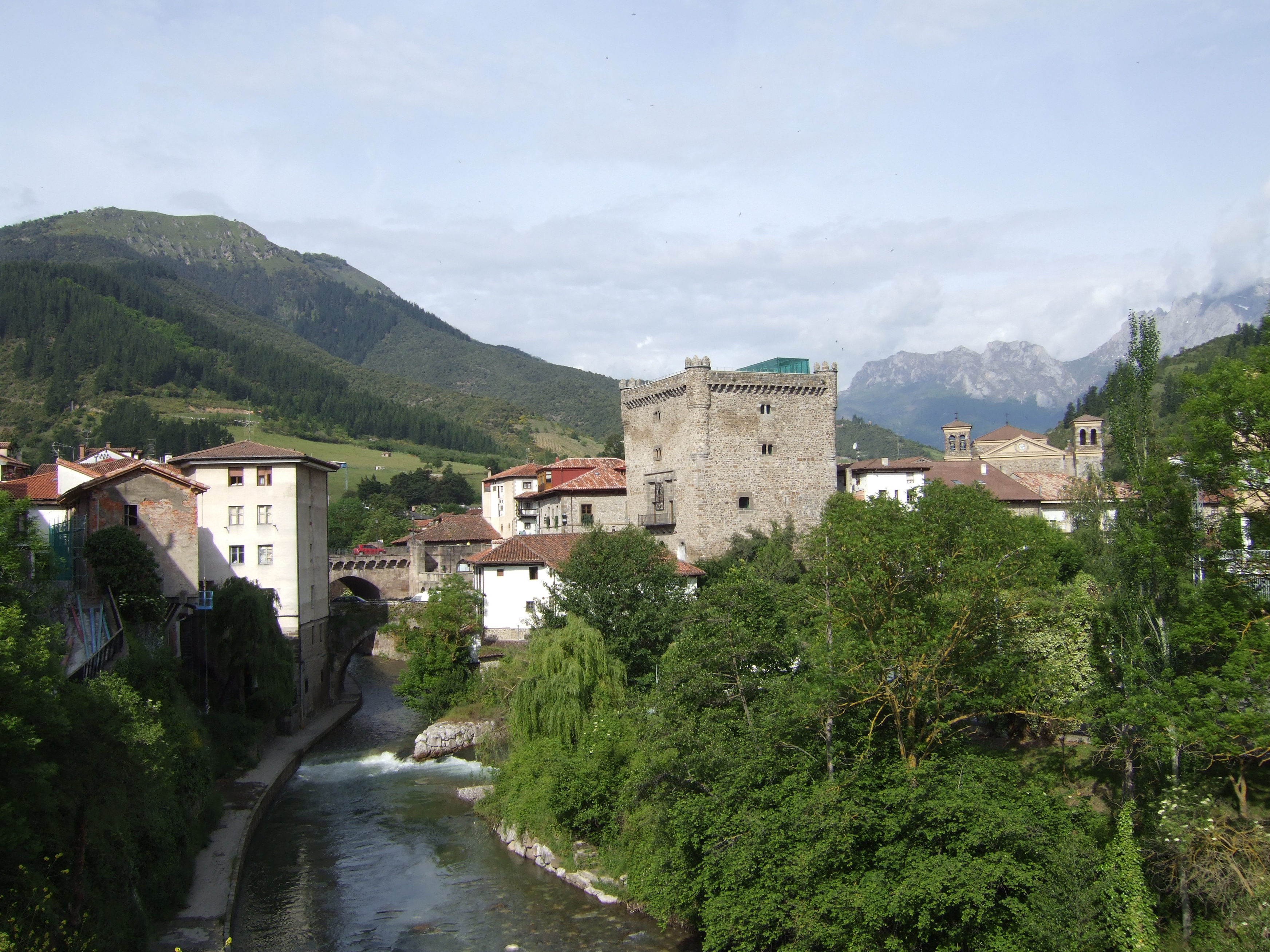
Környezetével együtt
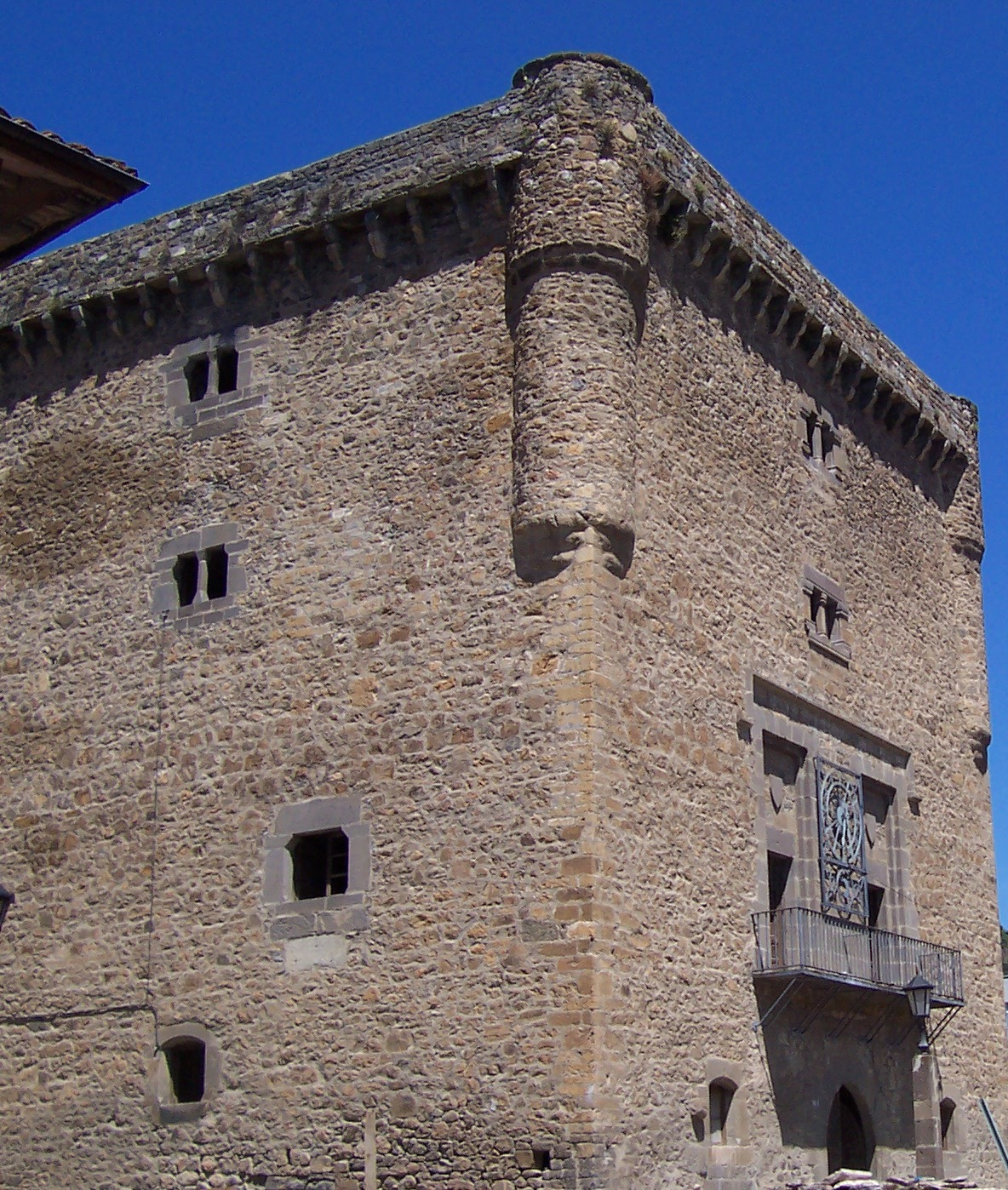
Részlet
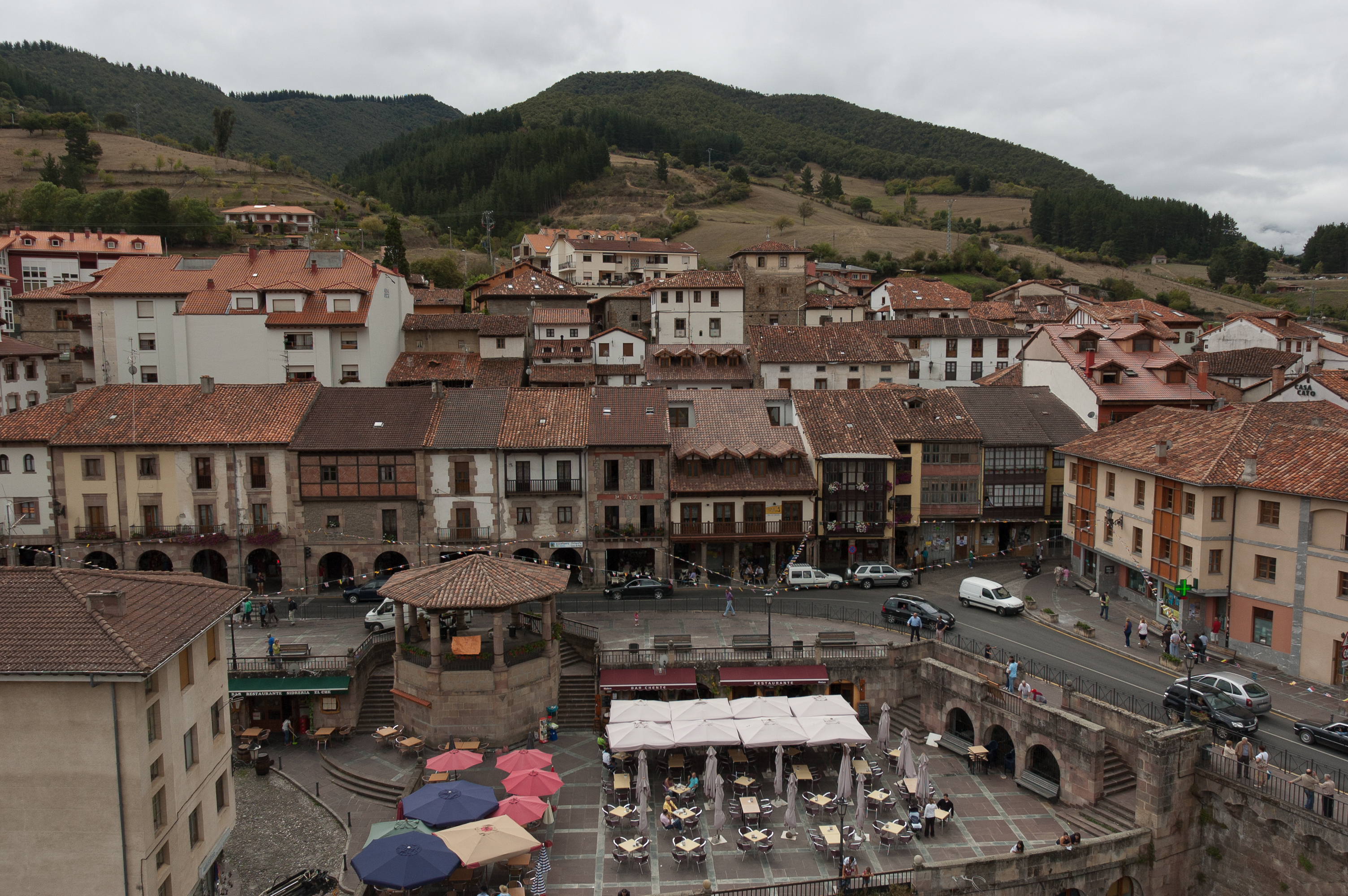
Kilátás a toronyból